# Шпак Валентина Михайлівна
Валентина Михайлівна Шпак (нар. 1940, село Білозерка, тепер смт. Білозерського району Херсонської області) — українська радянська діячка, новатор сільськогосподарського виробництва, ланкова ланки комуністичної праці колгоспу «Батумський» Білозерського району Херсонської області. Депутат Верховної Ради УРСР 6-го скликання.

## Біографія
Народилася у селянській родині. У 1953 році закінчила семирічну школу.
Трудову діяльність розпочала у 1953 році колгоспницею колгоспу «Батумський» Білозерського району Херсонської області. Член ВЛКСМ.
Потім — ланкова ланки комуністичної праці колгоспу «Батумський» Білозерського району Херсонської області. У 1961 році одержала по 572 центнери цукрових буряків та по 50,5 центнерів зерна кукурудзи з кожного гектара.
Обиралася депутатом Херсонської обласної ради депутатів трудящих.